# Лівінгстон (Кентуккі)
Лівінгстон (англ. Livingston) — місто (англ. city) в США, в окрузі Роккасл штату Кентуккі. Населення — 166 осіб (2020).

## Географія
Лівінгстон розташований за координатами 37°17′50″ пн. ш. 84°12′54″ зх. д. / 37.29722° пн. ш. 84.21500° зх. д. (37.297180, -84.215093).  За даними Бюро перепису населення США в 2010 році місто мало площу 0,84 км², з яких 0,81 км² — суходіл та 0,03 км² — водойми.

## Демографія
Згідно з переписом 2010 року, у місті мешкало 226 осіб у 102 домогосподарствах у складі 63 родин. Густота населення становила 270 осіб/км².  Було 121 помешкання (145/км²).
Расовий склад населення:
| - 96,5 % — білих - 0,4 % — корінних американців - 0,4 % — азіатів |

До двох чи більше рас належало 2,7 %. Частка іспаномовних становила 0,9 % від усіх жителів.
За віковим діапазоном населення розподілялося таким чином: 19,9 % — особи молодші 18 років, 64,6 % — особи у віці 18—64 років, 15,5 % — особи у віці 65 років та старші. Медіана віку мешканця становила 38,5 року. На 100 осіб жіночої статі у місті припадало 85,2 чоловіків;  на 100 жінок у віці від 18 років та старших — 86,6 чоловіків також старших 18 років.
Середній дохід на одне домашнє господарство  становив 33 431 долар США (медіана — 12 115), а середній дохід на одну сім'ю — 50 413 долари (медіана — 56 250). За межею бідності перебувало 36,4 % осіб, у тому числі 33,3 % дітей у віці до 18 років та 51,9 % осіб у віці 65 років та старших.
Цивільне працевлаштоване населення становило 54 особи. Основні галузі зайнятості: роздрібна торгівля — 38,9 %, мистецтво, розваги та відпочинок — 18,5 %, освіта, охорона здоров'я та соціальна допомога — 14,8 %.